# مدیریت بحران

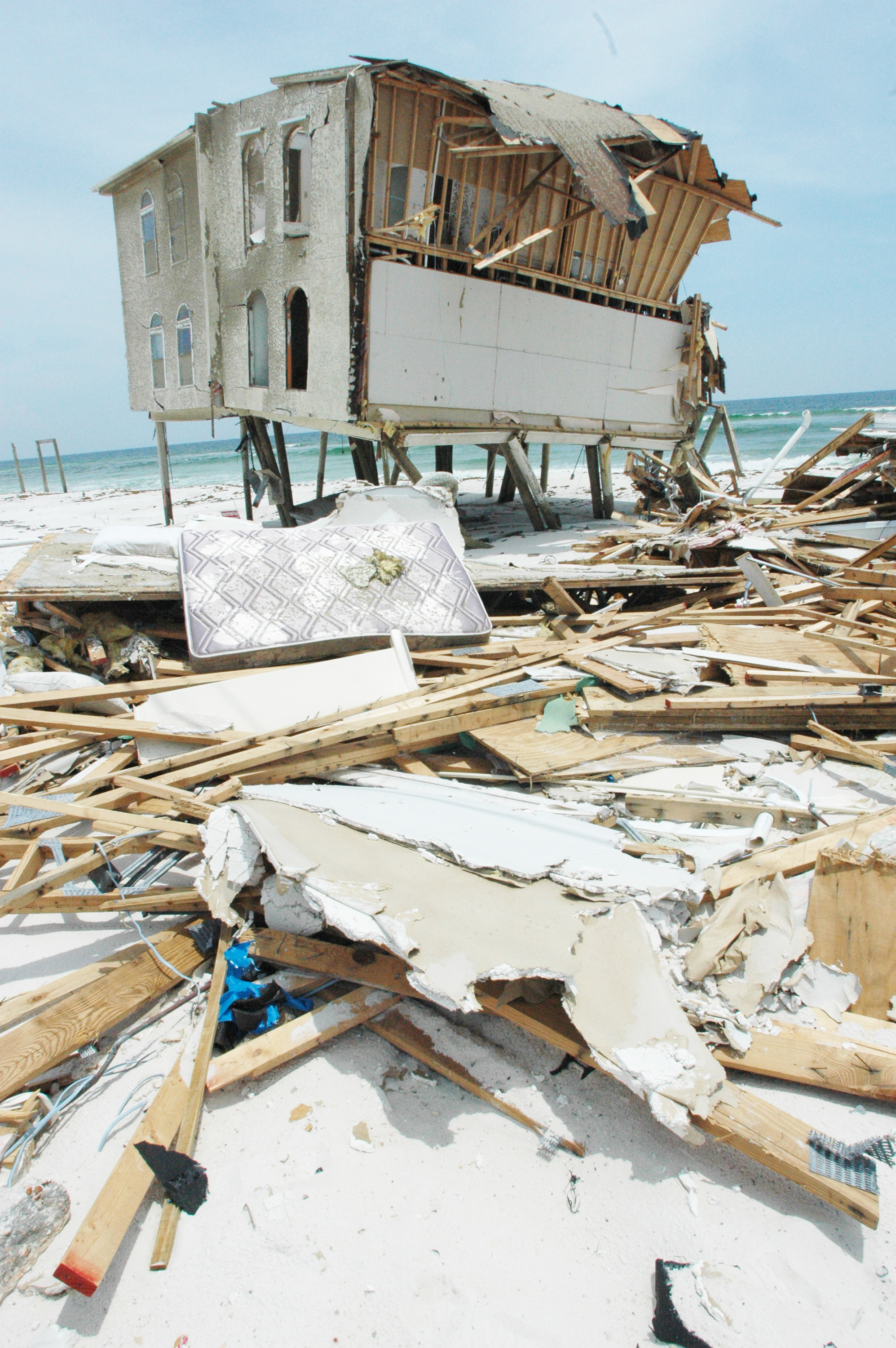
خانه ساحلی تخریب شده توسط طوفان

مدیریت بحران (به انگلیسی: Crisis management) از اصطلاحات حوزه مدیریت است که به مجموعه‌ای از فعالیت‌ها، چاره‌جویی‌ها و دستورالعمل‌هایی گفته می‌شود که مدیریت یک سازمان در چالش با بحران انجام می‌دهد و هدف آن کاهش روند، کنترل و رفع بحران است. به‌طور کلّی، مدیریت بحران به معنای سوق دادن هدفمند جریانِ پیشرفتِ امور به روالی قابل کنترل و انتظار بازگشت امور در اَسرع وقت به شرایط قبل از بحران است.
برخلاف مدیریت ریسک، که شامل ارزیابی تهدیدهای احتمالی و پیدا کردن بهترین راه جلوگیری از وقوع آن است، مدیریت بحران شامل برخورد با تهدیدها قبل، درحین و پس از وقع تهدید است.
داشتن بینش بحران محور، به توانایی فکر کردن در مورد سناریوی بدترین حالت‌های قابل وقوع و در عین حال ارائه راه حل‌های بیشمار نیاز دارد. از آنجایی که اولین روش، ممکن است جوابگو نباشد، سعی و خطا یک روش پذیرفته شده‌است. لازم است که همیشه طرح مقابله با تهدیدهای احتمالی موجود بوده و هوشیار بود. سازمان‌ها و افراد باید دارای یک برنامه پاسخ سریع برای مواقع اضطراری بوده و با مانور و تمرین، آمادگی کافی داشته باشند.

## انواع بحران
در طول فرایند مدیریت بحران، لازم است که انواع بحران‌های مختلف شناسایی گردد، چرا که هر بحرانی با استراتژی خاصی مدیریت می‌گردد. اتو لربینگر بحران‌ها را به ۸ دسته تقسیم کرده‌است:
1. فاجعه طبیعی
2. بحرانی تکنولوژیکی
3. تقابل
4. شرارت و بدخواهی
5. سوء رفتارهای سازمانی
6. خشونت محیط کار
7. شایعه‌ها
8. حملات تروریستی/ فجایع ساخت انسان

## نمونه‌هایی از مدیریت موفق بحران

### Tylenol (Johnson and Johnson)
در پاییز سال ۱۹۸۲، یک قاتل ۶۵ میلی‌گرم سیانور به برخی کپسول‌های Tylenol در قفسه‌های فروشگاه اضافه کرد و موجب کشته شدن هفت نفر از جمله سه نفر در یک خانواده شد. شرکت جانسون و جانسون ۳۱ میلیون کپسول را با هزینه ۱۰۰ میلیون دلار مرجوع و از بین برد. مدیر عامل شرکت، جیمز برک، در تبلیغات تلویزیونی و در کنفرانس‌های خبری ظاهر شد و مصرف‌کنندگان را از اقدامات این شرکت آگاه کرد. بسته‌بندی مقاوم در برابر دستکاری غیرقانونی به سرعت معرفی شد و فروش Tylenol به سطح قبل از بحران نزدیک شد.
جانسون و جانسون یک شرکت چندملیتی فعال در حوزه مراقبت‌های بهداشتی است. جدا از تولید پودر بچه، انواع لوسیون‌ها و تولیدکننده مسکن‌های مختلف مانند Tylenol در مقیاس جهانی است. در سال ۱۹۸۲ هفت تن از مصرف‌کنندگان قرص‌های Tylenol بر اثر مسمومیت ناشی از سیانور جان خود را از دست دادند. علت این امر توسط شخص یا اشخاصی ناشناس خرابکاری عمدی شرکت عنوان شد. به عبارت دیگر براساس این ادعا شرکت با اطلاع قبلی از مسموم بودن این قرص‌ها آنها را روانه بازار کرده بود.

#### ایده
شرکت بلافاصله تمام قرص‌های Tylenol موجود در فروشگاه‌های سراسر آمریکا را که حدوداً ۳۱میلیون بسته بود جمع‌آوری کرد. این امر ضرری ۱۰۰میلیون دلاری برای شرکت دربرداشت. از سوی دیگر FBI فکر می‌کرد این عمل یعنی جمع‌آوری تمام قرص‌ها امری غیرضروری بود، چراکه تمام هفت نفری که جان خود را از دست داده بودند در شیکاگو زندگی می‌کردند. اما FBI کارشناس روابط عمومی نبود و از تأثیر این اقدام شرکت خبری نداشت.
این اقدام Johnson & Johnson یک عمل جسورانه برای مدیریت بحران به‌وجود آمده و کسب موفقیت در زمینه روابط عمومی محسوب می‌شد. اگرچه در ابتدا فروش Tylenol به طرز چشمگیری کاهش یافت اما تنها پس از گذشت یک سال فروش دارو به سطح اول خود بازگشت. قرص‌های Tylenol پرفروش‌ترین مسکن در آمریکاست. در این مثال اقدام سریع و شجاعانه شرکت در جمع‌آوری تمام قرص‌ها نشان‌دهنده اهمیتی بود که شرکت برای سلامتی مصرف‌کنندگان قائل است.
اگرچه احتمال بسیار کمی برای مسمومیت افراد دیگر شهرهای آمریکا وجود داشت، اقدام شرکت باعث اطمینان مردم نسبت به برند Johnson & Johnson و از همه مهم‌تر تأثیر بسزای آن بر افکار عمومی از طریق روزنامه‌ها شد. در سطح کشور جمع‌آوری قرص‌ها توسط شرکت تبدیل به تیتر اول اغلب روزنامه‌ها شد و به راحتی به اطلاع مردم رسید. این امر حاکی از هنر مدیریت بحران شرکت Johnson & Johnson و آشنایی آن با اصول روابط عمومی بود.

#### آنچه در عمل باید انجام شود
- اوضاع از زاویه دید مشتریان مورد بررسی قرار گیرد. لازم است اعتماد آنان بازسازی و بازیابی شود. در غیراین صورت هرگز میزان فروش به سطح نخست باز نخواهد گشت.
- هیچ‌کس یک محصول مشکوک را که در موردش شایعات زیادی وجود دارد نمی‌خرد. با جمع‌آوری محصول از بازار در واقع چیز خاصی را از دست نمی‌رود.
- در انتشار رسمی اقدامات برای مقابله با مشکل دقت به خرج دهید. نکته‌ای که در ذهن همه جاودانه خواهد شد نحوه برخورد با مشکل است، بدیهی است که اگر خبر مستقیمی در این رابطه وجود نداشته باشد ذهنیت مردم در مورد اقدامات شما بسیار تیره خواهد شد.

### غذاهای اودالا
در اکتبر سال ۱۹۹۶، شیوع باکتری E. coli در ایالت واشینگتن، کالیفرنیا، کلرادو و بریتیش کلمبیا به آب سیب غیر تصفیه شده تولید شده توسط سازنده آب میوه طبیعی Odwalla Inc ربط پیدا کرد که چهل و نه مورد فوت از جمله فوت یک کودک گزارش شد. هنگامی که آب سیب Odwalla به عنوان عامل شیوع عفونت شناخته شد، این شرکت یک سوم ارزش بازار خود را از دست داد. طی ۲۴ ساعت، Odwalla با FDA و مقامات بهداشت ایالتی واشینگتن به گفتگو پرداخت. برنامه کنفرانس مطبوعاتی روزانه را تنظیم کرد. اطلاعیه‌های مطبوعاتی ارسال کرد که و اعلام کرد این محصول مرجوع شده‌است. ابراز پشیمانی، نگرانی و عذرخواهی، و مسئولیت هر کسی که توسط محصولات خود آسیب دیده‌است را پذیرفت. علائم دقیق مسمومیت با E. coli را توضیح داد که مصرف‌کنندگان باید با هر محصول تحت تأثیر چه کنند. سپس Odwalla - با کمک مشاوران - فرایندهای حرارتی مؤثری را ایجاد کرد که با شروع مجدد تولید، به طعم محصولات آسیب نمی‌رساند. همه این مراحل از طریق روابط نزدیک با رسانه‌ها و از طریق تبلیغات روزنامه ای به صورت تمام صفحه انجام می‌شد.

## Mattel
شرکت Mattel، سازنده اسباب بازی، بیش از ۲۸ مورد از محصولات خود را در تابستان ۲۰۰۷ مرجوع کرد، با وجود مشکلات صادرات از چین، در دو هفته این فرایند اتفاق افتاد. این شرکت اعلام کرد هر کاری که ممکن است را برای رساندن پیام خود انجام داده، و امتیاز بالایی از مصرف‌کنندگان و خرده فروشان کسب کرد. گرچه از وضعیت اوضاع ناراحت بودند، از پاسخ شرکت قدردانی کردند. در Mattel، درست پس از اعلام ساعت ۷ صبح توسط مقامات فدرال، قرار شد کارمندان ۱۶ نفر از روابط عمومی در ۴۰ رسانه اصلی با خبرنگاران تماس بگیرند، آنها به هرکدام گفتند که نامه الکترونیکی خود را برای انتشار خبری منتشر کند که در آن یادآوری می‌شود، آنها را به یک تماس تلفنی با مدیران و برنامه‌های تلویزیونی یا مکالمات تلفنی دعوت کرده‌است. مدیر اجرایی Mattel رابرت اکرت، و مدیرعامل ۱۴ مصاحبه تلویزیونی را در روز سه شنبه در ماه اوت انجام و حدود ۲۰ تماس با خبرنگاران به صورت شخصی انجام دادند. تا پایان هفته، Mattel به بیش از ۳۰۰ سؤال رسانه ای تنها در ایالات متحده پاسخ داده بود.

### Pepsi
شرکت پپسی در سال ۱۹۹۳ با بحرانی روبرو شد که با ادعای سرنگ در قوطی‌های رژیم غذایی پپسی آغاز شد. پپسی از فروشگاه‌ها خواست تا در حالی که قوطی‌ها را در دست داشتند و وضعیت مورد بررسی قرار نگرفت، محصول را از قفسه‌ها جدا نکنید. این امر منجر به دستگیری شد که پپسی آن را علنی کرد و سپس با انتشار اولین اخبار ویدئویی خود، روند تولید را نشان داد که نشان می‌دهد چنین دستکاری در کارخانه‌های آنها غیرممکن است. دومین خبر ویدیویی، مرد دستگیر شده را نشان داد. فیلم سوم نظارت از یک فروشگاه راحتی را نشان می‌داد که در آن یک زن گرفتار شده بود که یک سرنگ را داخل یک قوطی می‌بست. این شرکت به‌طور همزمان در طول بحران با FDA کار می‌کرد. این امر ارتباطات عمومی را در طول بحران مؤثر ساخت. پس از برطرف شدن بحران، این شرکت مجموعه ای از مبارزات ویژه را طراحی کرد که به منظور تشکر از عموم مردم در ایستادن در شرکت و همراه با کوپن برای جبران خسارات بیشتر، اجرا شد. این مورد به عنوان طرحی برای چگونگی رسیدگی به سایر شرایط بحران خدمت کرده‌است.

## نمونه‌هایی از مدیریت ناموفق بحران

### Bhopal
فاجعه یونیون کارباید یا فاجعه بوپال در اثر نشت گاز سمی دفع آفاتِ متیل ایزوسیانات در کارخانه آمریکایی یونیون کارباید در شهر بوپال هند رخ داد. در این واقعه که یکی از بزرگ‌ترین حوادث صنعتی در تاریخ جهان به‌شمار می‌رود، حدود سه هزار و پانصد نفر از کارکنان کارخانه جان خود را از دست دادند.
فاجعه Bhopal که در آن ارتباط ضعیف قبل، حین و پس از بحران جان هزاران نفر را به همراه داشته‌است، نشانگر اهمیت ترکیب ارتباطات متقابل فرهنگی در برنامه‌های مدیریت بحران است. طبق مطالعات موردی بانک اطلاعات زیست‌محیطی تجارت دانشگاه آمریکا (۱۹۹۷)، ساکنان محلی مطمئن نبودند که چگونه نسبت به هشدارهای تهدیدهای احتمالی کارخانه Union Carbide واکنش نشان دهند. دفترچه‌های راهنما که فقط به زبان انگلیسی چاپ می‌شوند نمونه ای دیگر از سوء مدیریت است که نشانگر موانع سیستمی در انتشار اطلاعات است. مطابق با شرح مختصر وقایع این رویداد (2006) Union Carbide، یک روز پس از بحران، مدیریت ارشد Union Carbide به هند رسید اما نتوانست در اقدامات امدادی کمک کند، زیرا آنها توسط دولت هند تحت بازداشت خانگی قرار گرفتند. مداخله سمبولیک می‌تواند باعث اثرات سوء شود. استراتژی مدیریت بحران می‌تواند به مدیریت سطح بالا کمک کند تا تصمیمات حساب شده بهتری را در مورد نحوه پاسخگویی آنها به فاجعه بگیرد. حادثه Bhopal دشواری در استفاده مداوم از استانداردهای مدیریتی در عملیات‌های چند ملیتی و تغییر مقصر بودن را نشان می‌دهد که غالباً ناشی از عدم وجود یک برنامه مدیریت واضح است.

### Ford and Firestone Tire and Rubber Company
در ماه اوت سال ۲۰۰۰ مشاجره شرکت تایر و لاستیک فورد-فایرستون به اتمام رسید. در پاسخ به ادعا مبنی بر اینکه رینگ‌های تایر ۱۵ اینچی Wilderness AT , radial ATX و ATX II از هسته تایر جدا می‌شوند - که منجر به تصادفات شد و شرکت Bridgestone / Firestone مجبور به مرجوع کردن ۶٫۵ میلیون لاستیک ماشین شد. این لاستیک‌ها بیشتر در Ford Explorer، یکی از پرفروش‌ترین وسیله نقلیه اسپرت جهان (SUV) مورد استفاده قرار می‌گرفت.
کارشناسان بحران می‌گویند، این دو شرکت در ابتدا سه اشتباه بزرگ مرتکب شدند. ابتدا مصرف‌کنندگان را به دلیل عدم باد صحیح لاستیک‌های خود سرزنش می‌کنند. سپس آنها یکدیگر را به دلیل لاستیک‌های معیوب و طراحی خودرو معیوب مقصر دانستند. همچنین آنها در مورد آنچه برای حل مشکلی که منجر به مرگ بیش از ۱۰۰ شده بود بسیار اندک توضیح داده بودند. تا اینکه به واشینگتن دعوت شدند تا در حضور کنگره شهادت دهند.

### Exxon
در ۲۴ مارس ۱۹۸۹، یک تانکر متعلق به شرکت Exxon در Prince William Sound در آلاسکا در حال پرواز بود. Exxon Valdez میلیون‌ها گالن نفت خام را درون آبهای والدز ریخت و باعث کشته شدن هزاران ماهی، مرغ و پرندگان دریایی شد. صدها مایل خط ساحلی آلوده شده و تخم ریزی ماهی سالمون مختل شد. ماهیگیران بی شماری، به‌ویژه آمریکایی‌های بومی، معیشت خود را از دست دادند. در مقابل، اکسون از نظر برخورد با رسانه‌ها و مردم به سرعت واکنشی نشان نداد. مدیرعامل، Lawrence Rawl، به بخش فعال روابط عمومی تبدیل نشده و در واقع از دخالت عمومی چشم پوشی کرد. این شرکت نه برنامه ارتباطی داشت و نه یک تیم ارتباطی برای رسیدگی به این رویداد داشت. در حقیقت، این شرکت تا سال ۱۹۹۳، ۴ سال پس از این حادثه، مدیر روابط عمومی را به تیم مدیریت خود منصوب نکرد. Exxon مرکز رسانه ای خود را در Valdez مستقر کرده‌است، مکانی که بسیار کوچک و خیلی دور است تا بتواند با هجوم توجه رسانه‌ها روبرو شود؛ و این شرکت در پاسخ عموم به خود، حتی با سرزنش برخی اوقات، گروه‌های دیگری مانند گارد ساحلی، به‌طور دفاعی رفتار کرد. این پاسخ‌ها نیز طی روزهای حادثه اتفاق افتاد.

## دروس آموخته شده در مدیریت بحران

### تأثیر فاجعه بر ارزش سهام
یکی از مهم‌ترین تحقیقات انجام شده در مورد تأثیر یک فاجعه بر ارزش سهام یک سازمان توسط Dr Rory Knight و Dr Deborah Pretty (1996، کالج تمپلتون، دانشگاه آکسفورد - به سفارش گروه Sedgewick) انجام شد. این مطالعه یک تجزیه و تحلیل دقیق از قیمت سهام (پس از تأثیر) سازمان‌هایی که فاجعه ای را تجربه کرده‌اند، انجام شده‌است. این مطالعه سازمانهایی را شناسایی کرده‌است که قیمت سهام قبل از فاجعه را بازیابی و حتی فراتر رفته‌اند (Recoverers) و همچنین سازمان‌هایی که در قیمت سهام بهبود نیافته‌اند (Non-recoverers). متوسط تأثیر تجمعی در ارزش سهام برای Recoverers 5% به علاوه بر ارزش سهام اصلی آنها بود؛ بنابراین تأثیر خالص بر ارزش سهام در این مرحله مثبت بود. برای Non-recoverers بین روزهای ۵ و ۵۰ پس از فاجعه کم و بیش بدون تغییر باقی مانده‌است، اما تا یک سال پس از آن یک اثر تجمعی منفی تقریباً ۱۵٪ بر قیمت سهام آنها متحمل شده‌است.
یکی از نتیجه‌گیری‌های کلیدی این مطالعه این است که «به نظر می‌رسد مدیریت مؤثر عواقب فاجعه فاکتور تاثیرگذارتر و مهمتری است که بیمه از تأثیر اقتصادی این فاجعه محافظت می‌کند.»

### بحران به عنوان فرصت
Hilburg اظهار داشت که هر بحرانی فرصتی برای نشان دادن شخصیت یک مؤسسه، تعهد خود به وعده برند و ارزشهای نهادی آن است. برای پرداختن به چنین تأثیری، مدیریت باید «از طرز فکر مدیریت بحران» را به سمت «تربیت رهبر مدیریت بحران» حرکت کند. تحقیقات نشان می‌دهد که عوامل مشارکتی سازمانی بر تمایل مدیران به اتخاذ ذهنیت مؤثر «بحران به عنوان فرصت» تأثیر می‌گذارد. از آنجا که فشار آثار مثبت و منفی دربردارد، رهبرانی که تحت فشار زیاد به خوبی عمل می‌کنند می‌توانند سازمان در هنگام بحران‌های این چنینی هدایت کنند.
James ادعا می‌کند که بیشتر مدیران بر ارتباطات و روابط عمومی به عنوان یک استراتژی واکنشی متمرکز شده‌اند. در حالی که اعتبار شرکت با سهامداران، رفاه مالی و بقا همه در معرض خطر است، آسیب‌های احتمالی به اعتبار می‌تواند ناشی از مدیریت واقعی مسئله بحران باشد. علاوه بر این، ممکن است شرکت‌ها از آنجا که گروه مدیریت ریسک آنها تشخیص می‌دهد که بحران به اندازه کافی «از نظر آماری دارای اهمیت است» راکد بماند. از طرف دیگر، رهبری بحران بلافاصله هم به خسارت و هم در مورد شرایط فعلی و آینده شرکت و همچنین فرصت‌های بهبودی پرداخته‌است.

## همچنین ببینید
- مدیریت بحران آب